# South Palm Beach
South Palm Beach est une ville américaine située dans le comté de Palm Beach en Floride. En 2010, sa population est de 276 habitants.

## Démographie
| 1960 | 1970 | 1980  | 1990  | 2000 | 2010  |
| ---- | ---- | ----- | ----- | ---- | ----- |
| 113  | 188  | 1 304 | 1 480 | 699  | 1 171 |

## Source de la traduction
- (en) Cet article est partiellement ou en totalité issu de l’article de Wikipédia en anglais intitulé « South Palm Beach, Florida » (voir la liste des auteurs).